# Lusigliè
Lusigliè là một đô thị ở tỉnh Torino trong vùng Piedmont, có vị trí cách khoảng 30 km về phía bắc của Torino. Tại thời điểm ngày 31 tháng 12 năm 2004, đô thị này có dân số 549 người và diện tích là 5,1 km².
Lusigliè giáp các đô thị: San Giorgio Canavese, Rivarolo Canavese, Ciconio, và Feletto.